# محوطه دهگاه
محوطه دهگاه در شهرستان الیگودرز، بخش بشارت، دهستان پیشکوه ذلقی، ۱۰۰ متری غرب روستای دهگاه واقع شده و این اثر در تاریخ ۱۸ اسفند ۱۳۸۷ با شمارهٔ ثبت ۲۵۲۵۴ به‌عنوان یکی از آثار ملی ایران به ثبت رسیده است.